# Indijski tehnološki instituti
Indijski tehnološki instituti (IIT) autonomni su javni instituti višeg obrazovanja, locirani u Indiji. Njihov rad reguliše Zakon o tehnološkim institutima iz 1961. godine koji ih je deklarisao institucijama od nacionalnog značaja i utvrdio njihova ovlaštenja, dužnosti i okvir za upravljanje. Zakon o tehnološkim institutima iz 1961. godine navodi dvadeset i tri instituta. Svaki IIT je autonoman, povezan sa ostalima putem zajedničkog saveta (IIT Saveta), koji nadgleda njihovu administraciju. Ministar za razvoj ljudskih resursa je po službenoj dužnosti predsedavajući Saveta IIT. Prema podacim iz 2018. godine, ukupan broj mesta za dodiplomske programe u svim IIT lokacijama je 11.279.

## Spisak instituta
| Br. | Ime                | Skraćenica | Osnovan |      | Površina kampusa         | Država/UT      |
| --- | ------------------ | ---------- | ------- | ---- | ------------------------ | -------------- |
| 1   | IIT Haragpur       | IITKGP     | 1951    |      | 2.100 acres (850 ha)     | Zapadni Bengal |
| 2   | IIT Bombaj         | IITB       | 1958    |      | 550 acres (220 ha)       | Maharaštra     |
| 3   | IIT Madras         | IITM       | 1959    |      | 617 acres (250 ha)       | Tamil Nadu     |
| 4   | IIT Kanpur         | IITK       | 1959    |      | 1.100 acres (450 ha)     | Utar Pradeš    |
| 5   | IIT Delhi          | IITD       | 1961    |      | 325 acres (132 ha)       | Delhi          |
| 6   | IIT Guvahati       | IITG       | 1994    |      | 700 acres (280 ha)       | Asam           |
| 7   | IIT Rurki          | IITR       | 1847    |      | 365 acres (148 ha)       | Utarakand      |
| 8   | IIT Ropar          | IITRPR     | 2008    |      | 501 acres (203 ha)       | Pandžab        |
| 9   | IIT Bubanešvar     | IITBBS     | 2008    |      | 936 acres (379 ha)       | Odiša          |
| 10  | IIT Gandinagar     | IITGN      | 2008    |      | 400 acres (160 ha)       | Gujarat        |
| 11  | IIT Hajderabad     | IITH       | 2008    |      | 576 acres (233 ha)       | Telangana      |
| 12  | IIT Džodpur        | IITJ       | 2008    |      | 852 acres (345 ha)       | Radžastan      |
| 13  | IIT Patna          | IITP       | 2008    |      | 501 acres (203 ha)       | Bihar          |
| 14  | IIT Indor          | IITI       | 2009    |      | 515 acres (208 ha)       | Madja Pradeš   |
| 15  | IIT Mandi          | IITMandi   | 2009    |      | 538 acres (218 ha)       | Himačal Pradeš |
| 16  | IIT (BHU) Varanasi | IIT (BHU)  | 1919    |      | 1.300 acres (530 ha)     | Utar Pradeš    |
| 17  | IIT Palakad        | IITPKD     | 2015    | 2015 | 505 acres (204 ha)       | Kerala         |
| 18  | IIT Tirupati       | IITTP      | 2015    |      | 221,81 ha (548,11 acres) | Andra Pradeš   |
| 19  | IIT (ISM) Danbad   | IIT (ISM)  | 1926    |      | 680 acres (280 ha)       | Džarkand       |
| 20  | IIT Bilaj          | IITBH      | 2016    | 2016 | 432 acres (175 ha)       | Čatisgar       |
| 21  | IIT Goa            | IITGOA     | 2016    | 2016 | 320 acres (130 ha)       | Goa            |
| 22  | IIT Džamu          | IITJM      | 2016    | 2016 | 400 acres (160 ha)       | Džamu i Kašmir |
| 23  | IIT Darvad         | IITDH      | 2016    | 2016 | 470 acres (190 ha)       | Karnataka      |

## Literatura
- Rajguru; Pant, Ranjan (2003). IIT India's Intellectual Treasures. India: Indus Media. ISBN 0-9747393-0-8.
- Kripalani, Manjeet; Engardio, Pete; Spiro, Leah Nathans (1998). „INDIA'S WHIZ KIDS – Inside the Indian Institutes of Technology's star factory”. BusinessWeek (International изд.).
- Kirpal, Viney; Gupta, Meenakshi (1999). Equality Through Reservations. India: Vedams. ISBN 81-7033-526-4.
- Deb, Sandipan (2004). The IITians. India: Penguin Books. ISBN 0-670-04986-7.
- Murali, Kanta (1. 2. 2003). „The IIT Story: Issues and Concerns”. Frontline Magazine – Volume 20 – Issue 03. Frontline. Архивирано из оригинала 26. 3. 2006. г. Приступљено 14. 5. 2006.
- Rajguru, Suvarna (30. 12. 2005). „What makes the IITs so chic”. LittleINDIA. Архивирано из оригинала 3. 9. 2006. г. Приступљено 27. 8. 2006.
- Gates, Bill (17. 1. 2003). „Bill Gates Speech Transcript – Indian Institute of Technology 50th Anniversary Celebration Keynote”. Microsoft corporation. Архивирано из оригинала 9. 4. 2008. г. Приступљено 29. 4. 2008.
- Bhagat, Chetan (2004). Five Point Someone - What not to do at IIT. India: Rupa & Co. ISBN 81-291-0459-8.
- Agarwal, Rajeev (2013). What I Did Not Learn at IIT. India: Random House. ISBN 978-8-184-00486-1.
- Subbarao, E.C. (2008). An Eye for Excellence – 50 innovative years of IIT Kanpur. India: Harper Collins India. ISBN 978-81-7223-769-1.
- Blackwell, Fritz (2004), India: A Global Studies Handbook, United States of America: ABC-CLIO, Inc.  978-1-57607-348-3..
- Elder, Joseph W. (2006), "Caste System", Encyclopedia of India (vol. 1) edited by Stanley Wolpert, 223–229, Thomson Gale.  978-0-684-31350-4..
- Ellis, Catriona. „Education for All: Reassessing the Historiography of Education in Colonial India.”. History Compass. 7 (2): 363—375. 2009.
- Dharampal, . (2000). The beautiful tree: Indigenous Indian education in the eighteenth century. Biblia Impex Private Limited, New Delhi 1983; reprinted by Keerthi Publishing House Pvt Ltd., Coimbatore 1995.
- Suri, R.K. and Kalapana Rajaram, eds. "Infrastructure: S&T Education", Science and Technology in India (2008), New Delhi: Spectrum.  978-81-7930-294-1..
- India 2009: A Reference Annual (53rd edition), New Delhi: Additional Director General (ADG), Publications Division, Ministry of Information and Broadcasting, Government of India.  978-81-230-1557-6..
- Prabhu, Joseph (2006), "Educational Institutions and Philosophies, Traditional and Modern", Encyclopedia of India (vol. 2) edited by Stanley Wolpert, 23–28, Thomson Gale.  978-0-684-31351-1..
- Raman, S.A.. "Women's Education", Encyclopedia of India (vol. 4), edited by Stanley Wolpert, 235–239, Thomson Gale. 2006.  978-0-684-31353-5..
- Rosser, Yvette Claire (2003). Curriculum as Destiny: Forging National Identity in India, Pakistan, and Bangladesh (PDF) (Dissertation). University of Texas at Austin. Архивирано из оригинала (PDF) 11. 9. 2008. г. Приступљено 11. 9. 2008.
- Setty, E.D. and Ross, E.L. (1987), "A Case Study in Applied Education in Rural India", Community Development Journal, 22 (2): 120–129, Oxford University Press.
- Sripati, V. and Thiruvengadam, A.K. (2004), "India: Constitutional Amendment Making The Right to Education a Fundamental Right", International Journal of Constitutional Law, 2 (1): 148–158, Oxford University Press.
- Vrat, Prem (2006), "Indian Institutes of Technology", Encyclopedia of India (vol. 2) edited by Stanley Wolpert, 229–231, Thomson Gale.  978-0-684-31351-1..
- Desai, Sonalde, Amaresh Dubey, B.L. Joshi, Mitali Sen, Abusaleh Shariff and Reeve Vanneman. 2010. India Human Development in India: Challenges for a Society in Transition. New Delhi: Oxford University Press.

## Spoljašnje veze
- Zvanični veb-sajt IIT Council